# Бортников, Дмитрий Святославович
Дмитрий Святославович Бортников (род. 1968, г. Отрадный) — русский и французский писатель.

## Биография
Дмитрий Святославович Бортников родился в городе Отрадном в 1968 году. Имеет отчасти немецкие корни, родом из поволжских немцев. В конце 80-х годов отслужил в армии в стройбате за Полярным кругом, недалеко от Тикси (Якутия). Учился на филологическом факультете Самарского университета (не окончил). Работал поваром на теплоходе, а также гадателем, танцором, учителем. Прозу пишет с 9 лет. Печатался в журнале «Золотой век», в русском «Плейбое». Увлекается классической музыкой, латынью, древнегреческим и старославянским языками.
В 2012 году получил гражданство Франции. В настоящее время живёт в Париже и пишет на французском языке. Роман Бортникова Face au Styx (Перед Стиксом) был признан лучшим французским романом 2017 года по версии журнала Lire.

## Премии
- Шорт-лист премии «Русский Букер» (2002).
- Шорт-лист премии «Национальный бестселлер» (2002).